# ۸۲۰ (میلادی)
۸۲۰ (میلادی) هشتصد و بیستمین سال تقویم میلادی است.

## رویدادها
- دسامبر - لئوی پنجم، امپراتور بیزانس به‌قتل می‌رسد و میخائیل دوم جانشین او می‌شود.

## درگذشتگان
- ۲۵ دسامبر - لئوی پنجم، امپراتور بیزانس

‎